# Holubne, Zaricine
Holubne (în ucraineană Голубне) este un sat în comuna Novoriciîțea din raionul Zaricine, regiunea Rivne, Ucraina.

## Demografie
Componența lingvistică a localității Holubne
     Ucraineană (100%)
Conform recensământului din 2001, toată populația localității Holubne era vorbitoare de ucraineană (100%).